# Andreu Tomàs Tohà
Pour les articles homonymes, voir Tohà.
Tomàs  Tohà est un nom espagnol. Le premier nom de famille, en général paternel, est Tomàs ; le second, en général maternel, souvent omis, est Tohà.
Andreu Tomàs Tohà, né le 6 juillet 1986 à Tremp, est un joueur de rink hockey Espagnol. Il a évolué deux saisons au sein du club de Quévert.

## Parcours sportif
Il arrive dans le championnat français en 2011 où il intègre le HC Quévert. Il y reste encore une saison avant de quitter le championnat français.

### Palmarès
Il remporte le championnat de France en 2012 et termine second en 2013. 

En 2013, il obtient sa première Coupe de France avec le club de Quévert.